# Jacques Bourbeau
Pour les articles homonymes, voir Bourbeau.
Jacques Bourbeau (Montréal, 21 janvier 1932 - 22 juillet 2016) est un homme d'affaires canadien (québécois).

## Biographie
Il est un expert de la construction de grands réseaux de transport à très haute tension d'électricité. Il est le cofondateur et président directeur général de Dessau et Associés Inc., une firme de génie-conseil spécialisée dans les réseaux de transport et de distribution énergétiques.
Il a travaillé dans soixante-dix pays et dirigé la construction de quelque 20 000 kilomètres de lignes de transport d'électricité et de cinq centrales hydroélectriques. 
Il est l'un des rares non-diplômés à diriger l'une des plus importantes firmes d'ingénieurs au monde.
Il a été consul honoraire de la Guinée à Montréal jusqu'en juin 2016.

## Honneurs
- 1985 - Docteur honoris causa de l'École de technologie supérieure[3]
- 1997 - Prix Jean-Jacques Archambault de l'Association de l'industrie électrique du Québec[4]

- 2006 - Chevalier de l'Ordre national du Québec[5]